# Visor från förr och nu
Visor från förr och nu är ett musikalbum från 2007 med den svenska vissångaren CajsaStina Åkerström.

## Låtlista
1. Det kommer en vind (CajsaStina Åkerström) – 4:09
2. Lyckliga gatan (Adriano Celentano/Mariano Detto/Luciano Beretta/Miki del Prete/Britt Lindeborg) – 4:32
3. Lyckan (Martin Koch) – 3:49
4. Björkens visa (Gustaf Raab/Zacharias Topelius) – 3:10
5. Sommarlåt (Ruben Nilson) – 3:45
6. Salt (CajsaStina Åkerström) – 4:25
7. Och skulle det så vara (Gunnar Hahn/Evert Taube) – 3:12
8. Tjänare Mollberg (Carl Michael Bellman) – 4:44
9. Värme (CajsaStina Åkerström) – 4:24
10. Felicia – adjö (Cornelis Vreeswijk) – 3:59
11. Beskrivning över Näckens rosor och vattnet (Birger Sjöberg) – 5:40
12. Varför skola mänskor strida (Hart Pease Danks/Eben E Rexford) – 3:57

## Medverkande
- CajsaStina Åkerström – sång
- Steve Dobrogosz – piano
- Backa-Hans Eriksson – bas
- Johan Löfcrantz Ramsay – trummor
- Roger Gustafson – gitarr, cittra (1, 2, 5, 12)
- Ola Gustavsson – gitarr (9)

## Mottagande
Skivan fick ett gott mottagande när den kom ut med ett snitt på 3,5/5 baserat på åtta recensioner.

## Listplaceringar
| Lista (2007) | Topplacering |
| ------------ | ------------ |
| Sverige      | 4.           |